# Caernarfon
Caernarfon (napjainkban a walesi írásmód az általános, szemben az angolos Caernarvon vagy Carnarvon formákkal) királyi város Gwynedd megyében, Északnyugat-Walesben.
A neve a walesi Caer yn Arfon („kastély Arfonban”) szavakból származik, s a Segontium nevű római kori erődítményre utal. Arfon az Angesleyvel szembeni tájat jelenti. Walesiül [kaɨrˈnarvɔn]-nak ejtik, az angolban inkább /kərˈnɑrvən/-ként.

## Története
Caernarfon Caernarfonshire történelmi megye hagyományos városkája. A város leginkább kőváráról ismert, melyet I. Eduárd angol király építtetett, és az angol uralom szimbóluma volt. Eduárd építésze, James of St. George Konstantinápoly falait vette mintául. Mindenesetre nem ez volt az első idegen uralom a területen, a római időkben itt állt Segontium erődítménye.
Caernarfon 1284-től (I. Eduárd bullája alapján) borough (külön adminisztrációs jogú város) volt. A korábbi borough-t 1963-ban váltotta fel egy királyi borough. Ezt az 1972-es Local Government Act 1974-ben eltörölte, és Caernarfon királyi város lett.

## Népessége
Népességét tekintve Caernarfon városa a legtöbb walesi beszélővel rendelkező város egész Walesben. A lakosság 86,1%-a beszél walesiül a 2001-es népszámlálás adatai szerint. A 10 és 14 éves kor közötti korosztály 97,7%-a folyékonyan beszél walesiül. A település lakossága a közeli Y Felinheli és Penygroes településekkel együtt mintegy 14 ezer.
A caernarfoniakat „Cofis” gúnynévvel szokták illetni. A Cofi szót is használják, ezzel a helyi walesi nyelvjárást írják le, tekintve, hogy számos olyan szót használnak, amit máshol Walesben nem.